# Gossamer Penguin
Il Gossamer Penguin è stato un velivolo sperimentale creato dalla AeroVironment di Paul MacCready.

## Descrizione
Il "Penguin" era una versione ridotta in scala 3:4 del Gossamer Albatross II, con la sua apertura alare di 71,20 piedi (21.64 metri) e un peso, senza pilota, di 68 libbre (31 kg). La propulsione avvenne tramite motore elettrico AstroFlight Astro-40, alimentato da un pannello solare da 541 Watt, composto da 3920 celle solari. È stato il primo velivolo alimentato dall'energia solare ad avere a bordo un pilota.

## Storia
I test di volo iniziali furono condotti con l'utilizzo di 28 pacchi di batterie Nichel-Cadmio al posto dei pannelli. Il pilota dei test di questi voli era Marshall, il figlio tredicenne di MacCready, del peso di 80 libbre (36 Kg).
Il pilota ufficiale fu invece Janice Brown, pilota di charter, che pesava a malapena 100 libbre (45 Kg). Brown ha pilotato il Penguin circa quaranta volte prima della dimostrazione pubblica del percorso di 1.95 miglia (3,14 Km) al NASA's Dryden Flight Research Center del 7 Agosto 1980.